# Moulin-Rouge
Moulin-Rouge és una pel·lícula musical francesa de 1940 dirigida per Yves Mirande i André Hugon. No té relació amb cap altra pel·lícula homònima.

## Argument
A finals de la dècada de 1930, dos amics que estan en la misèria tenen l'ambició de sortir de la seva mediocritat de manera honesta. Un d'ells ho aconsegueix convertint-se en un artista de music-hall, i contracta l'altre com a gerent.

## Repartiment
- Lucien Baroux: Loiseau
- René Dary: Lequérec
- Annie France: Lulu
- Simone Berriau: amiga de Colorado
- Geneviève Callix: Eva
- Pierre Larquey: Perval
- Maurice Escande: Colorado
- Marcel Vallée: Davin
- Joséphine Baker: princesa Tam-Tam
- Noël Roquevert: promotor

## Producció
La producció va començar com un aparador per als talents de l'artista afroamericana Joséphine Baker, però tant la seva manera provocadora de ballar com les insinuacions de mestissatge a la història van causar una revisió integral de la pel·lícula abans de ser estrenada als Estats Units el 1944, sota el títol Princess Tam Tam. Originalment, la història narrava els esforços d'un autor famós (Albert Prejean) per tal de fer passar una camperola africana (Joséphine Baker) com a princesa índia. En la nova versió, però, àmpliament censurada i redissenyada, l'argument va canviar i se centrava en les desventures d'un aspirant a cantant de music-hall (Rene Dary), qui aconsegueix una feina com a conserge al cabaret Moulin Rouge, fent que el protagonisme de Joséphine Baker es reduís a unes quantes actuacions.